# Grossflammenwerfer

Grossflammenwerfer или сокращённо Grof — германский тяжёлый огнемёт, применявшийся в годы Первой мировой войны.

## История
Grossflammenwerfer был первым огнемётом, сконструированным Рихардом Фиддлером и на основе которого впоследствии создал уменьшенный вариант Клейф.
В 1912 году на вооружение пионерных (инженерных) войск Рейхсхеера были приняты два образца огнемётов: «малый» (переносной) и «большой» (тяжелый возимый) огнемёты, выполненные по системе Фидлера. После принятия на вооружение они получили краткие наименования «Клейф» и «Гроф» (Kleif — Kleinflammenwerfer, Grof — Grossflammenwerfer). Оба огнемёта упоминаются еще и как «модель 1912 года» (М.1912). Планировалось применять их только как средство для штурма и обороны крепостей. С началом Первой мировой войны и стабилизацией фронтов на Западе, тяжелый «большой» огнемет из «крепостных» перешел в «траншейные». Была выработана тактика применения соответствующего огнемета.

## Описание
Большой огнемет (Grossflammenwerfer) был разработан для использования из траншей. Резервуары с топливом,длиной 1020 и диаметром 510 мм, и газом были слишком большими и тяжелыми и затрудняли подвижность, но шланг для горючей жидкости был достаточно длинным, чтобы его можно было вынести из траншей ближе к противнику. Несколько топливных и газовых ёмкостей могли быть объединены, чтобы улучшить дальность и время использования.
Гроф перевозился на ручной тележке или переносился одним человеком с приспособлением для носки. Приспособление для носки состоит: из части, охватывающей спину, пояса, стержня для закрепления ремней и других ремней. На части, охватывающей спину, находятся две пары петель для подвешивания Грофа. На верхние петли подвешивается Гроф, если он пустой, и переносится одним человеком. Нижние петли, которые прикреплены к откидной шарнирной части, служат к подвешиванию заправленного Грофа, который перемещается огнеметчиком и его помощником. Резервуар Грофа вмещает около 100 литров зажигательной смеси. На дне располагаются ножки и крючок, которые применяются для подвешивания к поясу помощника огнеметчика. Для наполнения горючим на крышке имеется штуцер, закрываемый колпаком.
Для наполнения горючим в отверстие помещается воронка и топливо наливается из нескольких леек таким образом, чтобы в резервуаре осталась воздушная подушка. Посредством насоса с рукавом зажигательная смесь перекачивается гораздо быстрее непосредственно из бочки в резервуар. Заполнение аппарата газом производится только после его заправки горючим. Брандспойт и шланг должны быть навинчены. Для наполнения газом, к газовому штуцеру присоединяют газовый баллон, устанавливают контрольный манометр и предохранительный продувной клапан. Медленным поворотом вентиля на баллоне выпускается газ давлением 5 атмосфер.
Применяемый на Грофе шланг идентичен таковому у Векса и Клейфа с той разницей, что он отличается большей длиной (5 метров) и более сильным манометром, чем при маленьких шлангах. Чтобы продвинуть вперед исходный огневой пункт, свинчивают несколько рукавов большими соединительными гайками. Зажигатель Грофа отличается от зажигателей Векса и Клейфа только величиной.
Изготовка производится по команде: «К огню… готовься». По этой команде устанавливается рабочее давление в 15 атмосфер и надевается зажигатель. Огнеметчик, занятый у брандспойта, кладет его на правое плечо; правую руку кладет на кран, а левую на брандспойт так, чтобы они находилась впереди правой. Помощник огнемётчика располагается позади него и помогает ему удерживать брандспойт. Струя выпускается коротким открыванием крана, причем кран закрывается медленно, так как в противном случае происходит перемена давления, вследствие чего резервуар может быть опрокинут.
Как правило, при использовании Грофа принято действовать непрерывной струей.
Огнемет Гроф мог дать около 30 выстрелов продолжительностью около 1 секунды каждый. Продолжительность действия непрерывной огневой струи около 40 секунд. Дальность струи — 35-40 метров.
Во время выпуска огня баллон с азотом остается крепко соединенным с аппаратом, для того, чтобы была возможность непрерывно выравнивать рабочее давление открыванием и закрыванием крана до 15 атмосфер.

### Двойной Гроф
Совмещая штуцер для масла одного Грофа с коробкой второго такого же огнемёта посредством соединительного шланга, получался двойной аппарат. Соединением 3 аппаратов Гроф тремя соединительными шлангами — получается тройной Гроф и т. д. Таким образом получалась батарея тяжёлых огнемётов. Каждый огнемёт имел свой баллон с азотом. Поливка струей производилась одним брандспойтом. Во время выпуска огня устанавливалось рабочее давление в 15 атмосфер для каждого аппарата посредством открывания и закрывания вентилей у каждого баллона, входившего в соединение. Открывать вентиль отдельного Грофа необходимо было только тогда, когда у всех остальных давление достигало 15 атмосфер.

## Зажигательная смесь
В ходе войны применялись различные варианты горючих жидкостей, однако наибольшее распространение получила смесь, создававшаяся на основе отходов перегонки каменноугольной смолы — масло из дегтярных остатков в сочетании с жирными и легкими углеводородами, каменноугольным маслом и сернистым углеродом. Применялось густое «синее масло» и жидкое «желтое». «Синее» предпочитали благодаря большему времени сгорания и обилию черного дыма. Прибегали и к «зеленому маслу» — смеси этих масел в различных пропорциях в зависимости от температуры воздуха. Снаряжение резервуаров «маслом» производилось из особых бочек с помощью насоса.